# Унгер, Тобиас
Тобиас Беньямин Унгер (нем. Tobias Benjamin Unger; род. 10 июля 1979, Мюнхен) — немецкий легкоатлет, специалист по бегу на короткие дистанции. Выступал на профессиональном уровне в 1997—2012 годах, обладатель бронзовой медали чемпионата мира в помещении, серебряный и бронзовый призёр чемпионатов Европы, чемпион Европы в помещении, многократный чемпион Германии в спринтерских дисциплинах, бывший рекордсмен страны, участник трёх летних Олимпийских игр.

## Биография
Тобиас Унгер родился 10 июля 1979 года в Мюнхене, ФРГ. Занимался лёгкой атлетикой в Людвигсбурге и Штутгарте. Окончил Тюбингенский университет, получив степень в области спортивных наук.
Первого серьёзного успеха на международном уровне добился в сезоне 1998 года, когда вошёл в состав немецкой сборной и выступил на юниорском мировом первенстве в Анси, где вместе с соотечественниками стал бронзовым призёром в зачёте эстафеты 4×100 метров.
В 2001 году на молодёжном европейском первенстве в Амстердаме занял седьмое место в беге на 200 метров, тогда как в эстафете 4×100 метров немецких спринтеров дисквалифицировали. Бежал 200 метров на чемпионате мира в Эдмонтоне.
В 2003 году в 200-метровой дисциплине и эстафете 4×100 метров стартовал на чемпионате мира в Париже.
В 2004 году в беге на 200 метров выиграл бронзовую медаль на чемпионате мира в помещении в Будапеште, в эстафете 4×100 метров был третьим на Кубке Европы в Быдгоще. Благодаря череде успешных выступлений удостоился права защищать честь страны на летних Олимпийских играх в Афинах, где стал седьмым на дистанции 200 метров, а в эстафете 4×100 метров в финал не вышел.
В 2005 году с рекордом Германии 20,53 выиграл 200 метров на чемпионате Европы в помещении в Мадриде. На Кубке Европы во Флоренции финишировал вторым в беге на 200 метров, тогда как на чемпионате страны в Бохуме превзошёл всех соперников и установил национальный рекорд на открытом стадионе — 20,20. На чемпионате мира в Хельсинки стал седьмым в дисциплине 200 метров и в эстафете 4×100 метров.
На Кубке Европы 2006 года в Малаге занял девятое место в дисциплине 200 метров.
В 2007 году бежал эстафету 4×100 метров на чемпионате мира в Осаке, став в финале седьмым.
На Кубке Европы 2008 года в Анси пришёл к финишу третьим на 100-метровой дистанции. Принимал участие в Олимпийских играх в Пекине — в дисциплине 100 метров остановился на стадии четвертьфиналов, в эстафете 4×100 метров показал четвёртый результат.
В 2009 году бежал 100 метров и эстафету 4×100 метров на домашнем чемпионате мира в Берлине.
В 2010 году на чемпионате Европы в Барселоне дошёл до полуфинала в беге на 100 метров и выиграл бронзовую медаль в эстафете 4×100 метров.
В 2011 году в эстафете 4×100 метров стал третьим на командном чемпионате Европы в Стокгольме, в то время как на чемпионате мира в Тэгу сошёл с дистанции в ходе предварительного квалификационного этапа.
В 2012 году в эстафете 4×100 метров получил серебро на чемпионате Европы в Хельсинки, выступил на Олимпийских играх в Лондоне.
Завершил спортивную карьеру в 2014 году. Впоследствии проживал в городе Кирххайм-унтер-Текк, в 2020 году открыл собственный фитнес-зал.